# Escola das Américas
Escola das Américas (School of the Americas, em inglês) é um instituto do Departamento de Defesa dos Estados Unidos, fundado em 1946. Em 1961, seu objetivo oficial passou a ser o de ensinar a "formação de contra-insurgência anticomunista".
A Escola treinou vários ditadores latino-americanos, gerações de seus militares e, durante os anos 1980, incluiu o uso de tortura em seu currículo.
Em 2001 foi renomeada para Western Hemisphere Institute for Security Cooperation (WHINSEC). (Instituto do Hemisfério Ocidental para a Cooperação em Segurança, em português)
A instituição é mantida pelos Estados Unidos e, entre outros, oficialmente ministra cursos sobre assuntos militares a oficiais de outros países.
Atualmente situada em Fort Moore (antigo Fort Benning), Columbus, Geórgia, a escola esteve de 1946 a 1984 situada no Panamá, onde se graduaram mais de 60 mil militares e policiais de cerca de 23 países da América Latina, alguns deles de especial relevância pelos seus crimes contra a humanidade como os generais Leopoldo Fortunato Galtieri ou Manuel Noriega.

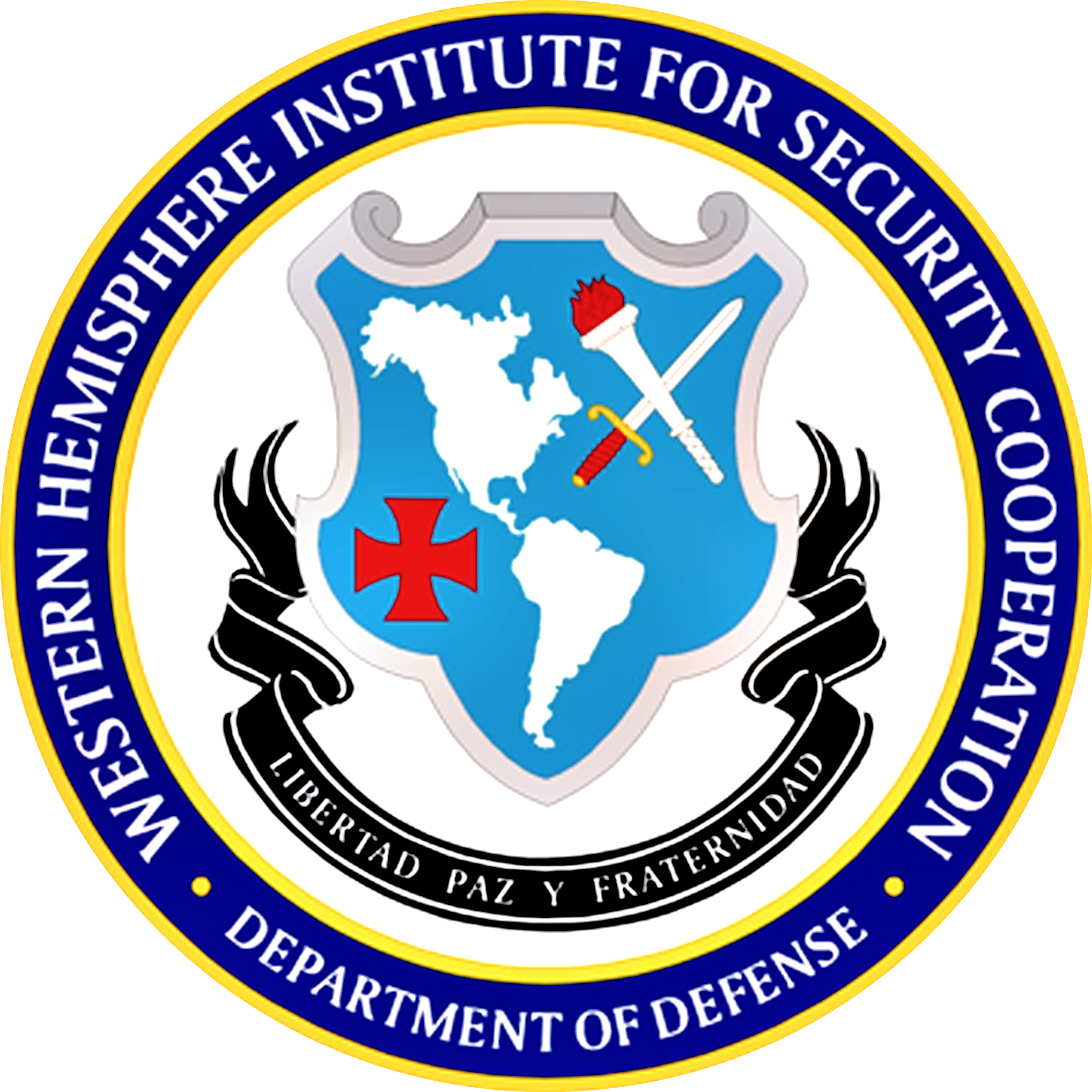
Simbolo da Escola das Américas agora chamada de Instituto do Hemisfério Ocidental para a Cooperação em Segurança

## O Centro de Treinamento
A Escola das Américas foi inicialmente criada em Fort Amador, no Panamá, como parte da iniciativa da conhecida Doutrina de Segurança Nacional. Sua denominação inicial foi "Centro de Adestramento Latino-americano - Divisão da Terra" ("Centro de Adiestramiento Latinoamericano - División de la Tierra" em espanhol). Sua missão principal era a de fomentar cooperação ou servir como instrumento para preparar as nações latino-americanas a cooperar com os Estados Unidos e manter assim um equilíbrio político contendo a influência crescente de organizações populares ou movimentos sociais de esquerda.

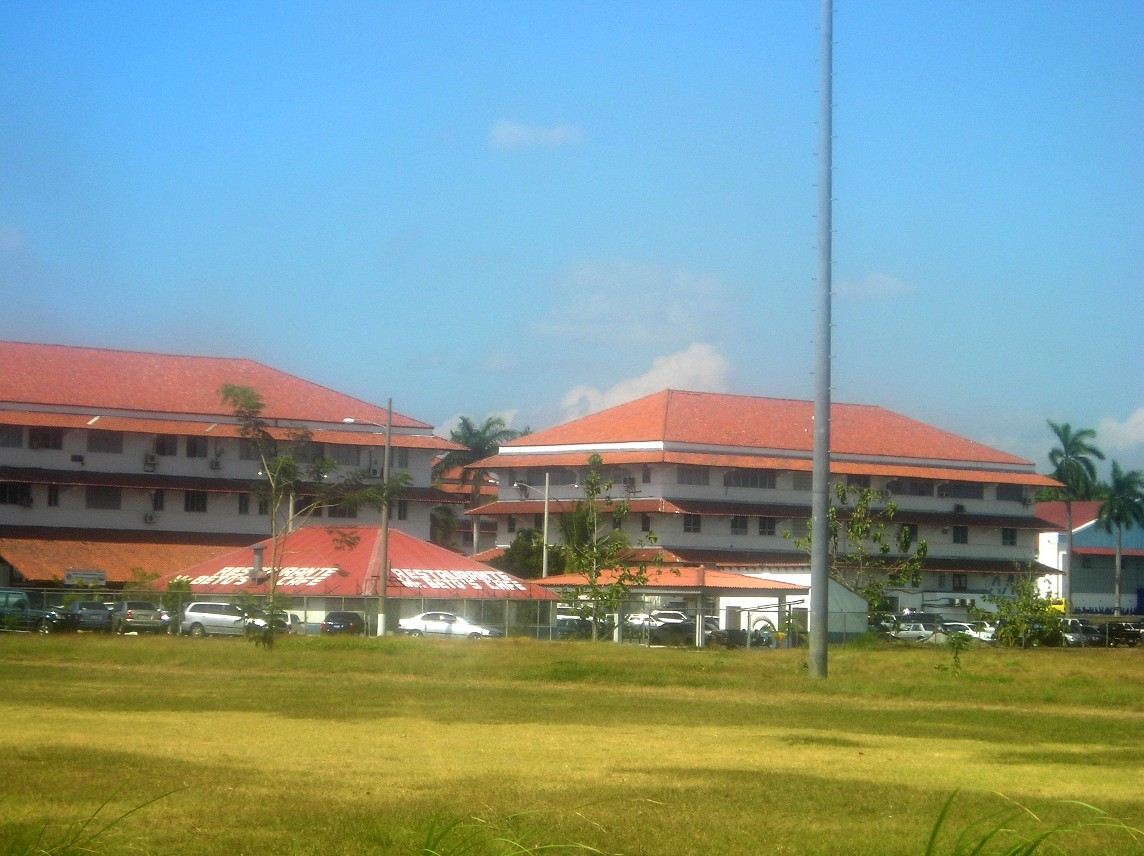
Instalações onde funcionou a Escola de das Américas no Panamá.

Em 1950 a escola mudou o seu nome para United States Army Caribbean School ( Escola Caribenha do Exército dos Estados Unidos, em português) e foi transferida para Fort Gulick, também no Panamá; neste mesmo ano o espanhol foi adotado como língua oficial da academia. Em julho de 1963 o centro reorganizou-se com o nome oficial de United States Army School of the Americas (USARSA), ou mais popularmente como Escola das Américas.
Durante as seguintes décadas cooperou com vários governos e regimes totalitários e violentos. Vários dos seus cursos ou adestramentos incluíam técnicas de contra insurgência, operações de comando, treinamento em golpes de Estado, guerra psicológica, intervenção militar, técnicas de interrogação. Manuais militares de instrução destas iniciativas, primeiramente confidenciais, foram liberados e publicados pelo pentágono Americano em 1996. Entre outras considerações, os manuais davam detalhes sobre violações de direitos humanos permitidos, como por exemplo o uso de tortura, execuções sumárias, desaparecimento de pessoas, etc definindo seus objetivos como sendo o de conter e controlar indivíduos participantes em organizações sindicais e de esquerda.

## Uma instituição polêmica
Em uma carta aberta enviada em 20 de julho de 1993 ao Columbus Ledger Enquirer, o comandante Joseph Blair, antigo instrutor da Escola das Américas, declarou: "Nos meus três anos de serviço na Escola nunca ouvi nada sobre qualquer objetivo de promover a liberdade, a democracia e os direitos humanos. O pessoal militar da América Latina vinha a Columbus unicamente em busca de benefícios econômicos, oportunidades para comprar bens de qualidade isentos de taxas de importação e com transporte gratuito, pago com impostos de contribuintes americanos."
De acordo com o senador democrata Martin Meehan (Massachusetts): "Se a Escola das Américas decidisse celebrar uma reunião de ex-alunos, reuniria alguns dos mais infames e notórios malfeitores do hemisfério".
A Escola das Américas, desde 1946, treinou mais de 60 mil militares da Argentina, Bolívia, Brasil, Chile, Colômbia, Costa Rica, Equador, El Salvador, Guatemala, Honduras, Nicarágua, Panamá, Paraguai, Peru, Uruguai e Venezuela.

## Graduados notáveis
O grupo SOA Watch trabalha tentando obter e atualizar informações sobre os graduados da Escola de Assassinos, como é conhecida a Escola das Américas. A ONG compilou um banco de dados com as informações que conseguem documentar sobre os que passam pelo treinamento da Escola. O banco pode ser pesquisado por país, por nome de indivíduos que foram treinados na Escola das Américas.

### Instrutores e Alunos
O Brasil enviava regularmente militares para treinamento na Escola das Américas .
Entre os graduados mais reconhecidos encontram-se importantes instigadores de crimes de guerra ou contra a humanidade, alguns deles também relacionados estreitamente aos esquadrões da morte e ao crime organizado bem como com ligações com a CIA estado-unidense:
- Brigadeiro João Paulo Burnier, militar da Força Aérea Brasileira.[9][10]
- General Manuel Noriega, responsável pela ditadura militar no Panamá, e antigo colaborador da CIA, esteve preso por vários anos nos Estados Unidos por sua relação com o narcotráfico, atualmente segue preso, porém foi transferido para o Panamá;
- General Hugo Banzer, responsável pelo Golpe Militar na Bolívia em 1971 e sua subsequente ditadura militar que se prolongou até 1978. Hugo Banzer foi incluído em 1988 no Hall da Fama da Escola;
- Roberto D'Aubuisson, graduado en 1972 e depois parte do serviço de inteligência de El Salvador, acusado como líder de esquadrões da morte, entre outros crimes e delitos.
- General Héctor Gramajo, ex-ministro de Guatemala, autor de políticas militares genocidas nos anos oitenta.
- Roberto Eduardo Viola, promotor do golpe de estado na Argentina em 1976.
- Leopoldo Fortunato Galtieri, precursor da Guerra das Malvinas (1982), líder da Junta Militar da Argentina que supervisionou desde 1981, os dois anos finais da "guerra suja", onde se torturaram mais de 100.000 pessoas, e posteriormente mais de trinta mil foram assassinadas e desaparecidas.
- General Guillermo Rodríguez, responsável pelo golpe de estado de 1972 a 1976 no Equador.
- Vladimiro Montesinos, advogado, militar, colaborador inicial da CIA, responsável pelo Serviço de Inteligência do Peru durante o polêmico governo de Alberto Fujimori. Acusado de repressão política, incitador do golpe de estado e de arrecadar enorme fortuna graças a sua estreita ligação com o narcotráfico.

| País        | Alguns dos Graduados da Escola das Américas                                                 |
| ----------- | ------------------------------------------------------------------------------------------- |
| Argentina   | Emilio Massera, Jorge Rafael Videla, Leopoldo Galtieri, Roberto Eduardo Viola               |
| Brasil      | Brigadeiro João Paulo Burnier, José Francisco Lamas Portugal, outros                        |
| Bolívia     | Hugo Banzer Suárez, Luis Arce Gómez                                                         |
| Chile       | Raúl Iturriaga, Manuel Contreras                                                            |
| Equador     | Guillermo Rodríguez                                                                         |
| El Salvador | Roberto D'Aubuisson                                                                         |
| Gâmbia      | Presidente da Gambia Yahya Jammeh                                                           |
| Guatemala   | Marco Antonio Yon Sosa Efraín Ríos Montt Otto Pérez Molina                                  |
| México      | Fundadores do cartel Zetas Heriberto 'O Executor' Lazcano e Arturo 'Zeta One' Guzmán Decena |
| Panamá      | Manuel Noriega                                                                              |
| Peru        | Vladimiro Montesinos, Juan Velasco Alvarado                                                 |

## Restruturação e mudança de nome
Em 1976, uma Comissão parlamentar do Partido Democrata dos Estados Unidos, durante o governo de Jimmy Carter, reconheceu as ditas práticas e obrigou a Escola a suspender as suas atividades. Em 1977, diante das provisões dos Tratados Tratados Torrijos-Carter relativos ao Canal do Panamá os Estados Unidos aceitaram a demanda panamenha de retirar de seu país a escola para recolocá-la em território americano em Fort Benning (atual Fort Moore), Georgia.
Em 1984, o governo de Ronald Reagan autorizou o reinício dos treinamentos de contra guerrilha na Escola. Anteriormente em 1983, revisou-se o manual mais polêmico que instruía em tortura e que vinha sendo utilizado por duas décadas - Manuais KUBARK. Parte dos manuais foram desclassificados pela CIA em 1994.
O manual passou a ser chamado de Manual de adestramento para a exploração de recursos humanos, Human Resource Exploitation Training Manual, em inglês.
Após o assassinato de quatro membros da Igreja Católica de El Savador por graduados da escola comandados por D'Aubuisson, em 1989, e após a criação da SOA Watch ou Observador da Escola das Américas, (School of Americas Watch, em inglês), uma ONG dedicada à denuncia das atividades da Escola liderada pelo então padre Roy Bourgeois, a atenção pública ao assunto se tornou cada vez maior.
Em 1996, sob pressão de vários jornais e organizações de Direitos Humanos, o Exército dos Estados Unidos publicou parte da documentação sobre a Escola, incluindo alguns dos manuais de tortura. Estes foram publicados pelo National Security Archive.
A crítica às atividades da escola intensificou-se e em Outubro de 2000, durante a presidência de Bill Clinton, o congresso estado-unidense analisou a situação e finalmente decidiu exigir a criação de um novo estatuto. Em 15 de dezembro de 2000 a escola foi fechada oficialmente mas foi criado em seu lugar o chamado Instituto do Hemisfério Ocidental para a Cooperação em Segurança  . Até 1 de julho de 1999 havia graduado 61.034 alunos.
Em 17 de janeiro de 2001 foi instalado o Instituto do Hemisfério Ocidental para a Cooperação em Segurança .
Algumas organizações, como SOAW e Anistia Internacional, criticaram a iniciativa afirmando que se trata de "pura mudança cosmética", uma vez que o governo reconhece a nova instituição denominada como Instituto do Hemisfério Ocidental para a Cooperação em Segurança , como sendo herdeira de Escola das Américas.
Em 2004 a Venezuela informou que não mais enviaria seus cadetes para treinamento na organização americana, decisão que dois anos mais tarde foi seguida pelos governos da Argentina e do Uruguai. Recentemente em maio de 2007, a Costa Rica deixou de enviar membros de sua Força Policial também.

## Manuais de tortura
Um dos mais conhecidos manuais de tortura utilizados para treinamento na Escola das Américas recebeu o título de Manuais KUBARK. Parte dos manuais foram desclassificados pela CIA em 1994.

## Campanhas para o Fechamento
Em 1990, o padre Roy Bourgeois, fundou a organização pacifista SOA Watch, depois de testemunhar o assassinato e tortura de milhares de pessoas na América Central durante os anos de 1980 e identificar o local onde eram treinados os torturadores - a Escola das Américas.
Suas campanhas pelo fim da Escola das Américas, incluem campanhas junto ao Congresso americano e protesto anual em frente as instalações do notório centro de treinamento atualmente conhecido como Instituto do Hemisfério Ocidental para a Cooperação em Segurança, antiga denominação de Escola das Américas e conhecida como "Escola de Assassinos".

## Documentários
Vários documentários tem sido feitos sobre a atuação da organização. Entre eles:
- Hidden in Plain Sight - (2003) de Andrés Thomas Conteris, Vivi Letsou e John Smihula.John Smilhula.[24][25] - documentário feito por meio de entrevistas com autoridades e depoimentos de Noam Chomsky, Eduardo Galeano, Christopher Hitchens. Revela o funcionamento do centro de treinamento, por onde passaram mais de 62 mil oficiais militares latino-americanos, do Brasil, Argentina, Chile, Paraguai e Uruguai.[26]

Conta ainda a história desse centro de especialização de técnicas de tortura, desde sua criação no Panamá, em 1946, até a transferência para Fort Benning (atual Fort Moore), na Geórgia, quando foi mudado o nome de Escola das Américas para Instituto de Cooperação para a Segurança Hemisférica. [ABI]
- The War on Democracy - (2007) por John Pilger e produzido por Youngheart Entertainment PTY Limited,[27](2007) se centra na interferência dos Estados Unidos nos assuntos políticos da América Latina e documenta a atuação através da Escola das Américas.
- Father Roy: Inside the School of Assassins - (1997) - O documentário Father Roy: Inside the School of Assassins , narrado por Susan Sarandon, conta a Historia do padre Roy Bourgeois e de sua luta pelo fechamento da chamada Escola de Assassinos atual Instituto do Hemisfério Ocidental para a Cooperação em Segurança.
- School of the Americas Assassins - (1995) produzido por Robert Richter, foi indicado para o Oscar de melhor documentário curto.[28]
- Documentário Tortura Made in USA - 2009 - de Marie-Monique Robin.[29]
- Documentário "Escadrons de la mort, l'école française" de 2003 (original em francês com legendas em espanhol) . Em portugues:Os Esquadrões da morte: A escola francesa- O documentário trata da transferência das tecnicas francesas de tortura pelo Serviço secreto francês para os sistemas de tortura de outros paises, incluindo os paises latinos - da documentarista francesa Marie-Monique Robin.[30]